# 木幡寛
木幡 寛（こはた ひろし、1949年-2024年 ）は、日本の算数教育者・教育実践者・フレネ教育実践者。

## 略歴
北海道北見市生まれ。
青山学院大学文学部教育学科を卒業後、埼玉県公立小学校教諭、東京都三鷹市明星学園小・中学校教諭を経て、1985年に自由の森学園中学校・高等学校の設立に参加。
1984年、ベルギーのルーバン大学で開催されたフレネ教育者国際集会に村田栄一（教育評論家）、里見実（国学院大学名誉教授、パウロ・フレイレ研究者）と共に日本人初の正式参加。以来、フロリアナポリス（ブラジル）、ヘマーバン（スウェーデン）、クラクフ（ポーランド）のフレネ教育者国際集会で戦後民間教育や算数教育の具体的実践を報告、提案。海外の教師に模擬授業、ブラジルのクリチバ市の私立中学校などで数学の授業。
1996年より1998年まで自由の森学園高等学校校長。1998年、自由の森学園で開催されたフレネ教育者国際集会を村田栄一らと招致。1999年、フレネ教育を実践する少人数限定の学校以外の学び舎フリースクールジャパンフレネ設立。
2024年12月病没。フリースクールジャパンフレネも閉鎖となる予定。

## 著書
- 秋山仁先生のたのしい算数教室 ポプラ社全10巻（監修 秋山仁）  1994年

1. 身長と体重はたし算できるかな? 数と計算
2. リンゴの皮をむくとできる形は? 図形1(平面)
3. ジャングルジムは何角形? 図形2(立体)
4. 丸いピザと四角いピザ、どっちが大きい? 面積
5. かた足で体重をはかると軽くなる? 重さと時間
6. 算数ならわってもおこられない! 分数と小数
7. センチやメートル、どうやってきめたの? 単位と体積
8. むかしといま、算数どうちがう? むかしの算数・いまの算数
9. 一筆書きに秘められた算数のひ・み・つ 一筆書きと迷路の算数
10. きみもなれる算数パズル・チャンピオン 伝統的な算数パズル

- 『算数のできる子どもを育てる』 講談社現代新書 2000年
- 『「学ぶ力」がグングン育つ学習法』 PHP研究所 2003年
- 『考える力がグングン育つなぜ?なに?ふしぎ遊び35』 PHP研究所 2004年
- 『カレーを作れる子は算数もできる』 (講談社現代新書) 2006年

### 共著
- 『はてなし世界の入口』森毅共著,タイガー立石絵 福音館書店 (たくさんのふしぎ傑作集) 1990年

## 論文
- <木幡寛